# Recep
Recep – imię męskie pochodzenia tureckiego, pochodzi od arabskiego imienia Radżab. Na początku XXI wieku noszone przez ok. 17.000 osób.

## Znane osoby o tym imieniu
- Recep Adanır – turecki piłkarz
- Recep Akdağ – turecki lekarz i polityk
- Recep Altepe – turecki polityk
- Recep Biler – turecki piłkarz
- Recep Niyaz – turecki piłkarz
- Recep Öztürk – turecki piłkarz
- Recep Peker – turecki polityk
- Recep Tayyip Erdoğan – turecki polityk, prezydent Turcji
- Recep Uslu – turecki pisarz
- Recep Pasza – osmański dostojnik